# Atlantirivulus jurubatibensis
Atlantirivulus jurubatibensis är en sötvattenlevande växtlekande fiskart bland de så kallade äggläggande tandkarparna som beskrevs av Wilson José Eduardo Moreira da Costa 2008.

## Systematik
Tillsammans med samtliga andra arter i släktet inräknades Atlantirivulus jurubatibensis tidigare in i släktet Rivulus. Emellertid var släktet Rivulus inte särskilt homogent, och efter en genomgripande revidering i slutet av 2000-talet av taxonomin av framför allt den brasilianske iktyologen da Costa fördes en del av arterna upp i det egna släktet Atlantirivulus.